# Surinaamse parlementsverkiezingen 1963
De Surinaamse parlementsverkiezingen in 1963 vonden plaats op 25 maart. Tijdens de verkiezingen werden de leden van de Staten van Suriname gekozen. 
Bij deze verkiezingen waren voor het eerst ook 'bosnegers' (marrons) en 'indianen' (inheemse Surinamers) actief en passief kiesgerechtigd. Speciaal voor hen werden twee nieuwe kieskringen met één zetel gecreëerd (Brokopondo en Boven-Marowijne). Wilfred Liefde werd de eerste marron die in het Surinaamse parlement kwam.
Verder werd er ook een derde kieskring met één zetel gecreëerd in het district Suriname. Ten slotte kregen de kiezers een tweede stem voor een landelijke lijst. Op die manier werden 12 extra zetels evenredig verdeeld over de deelnemende partijen, bovenop de 24 zetels die in 12 kieskringen via een meerderheidsstelsel werden verkozen.
De winnaar van deze verkiezingen, de Nationale Partij Suriname (NPS), verloor enkele procentpunten ten opzichte van de verkiezingen van 1958. Door de uitbreiding van het parlement van 21 naar 36 zetels, was er niettemin een zetelwinst van 5. Johan Adolf Pengel trad aan als premier van Suriname.

## Uitslag
| Partijen                                  | Zetels in procenten | Uitslag in zetels |
| ----------------------------------------- | ------------------- | ----------------- |
| Nationale Partij Suriname (NPS)           | 39,9%               | 14                |
| Vooruitstrevende Hervormings Partij (VHP) | 19,4%               | 7                 |
| KTPI (Kaum Tani Persatuan Indonesia)      | 13,9%               | 5                 |
| Progressieve Surinaamse Volkspartij (PSV) | 11,1%               | 4                 |
| Actiegroep                                | 5,6%                | 2                 |
| Surinaamse Democratische Partij (SDP)     | 5,6%                | 2                 |
| Actiefront Dihaat                         | 2,8%                | 1                 |
| Nickerie Onafhankelijke Partij (NOP)      | 2,8%                | 1                 |
| Totaal                                    |                     | 36                |

## Parlementsleden

### NPS
- H.A.E. Arron
- F.M. Boldewijn
- Ch.F. Calor
- E.J. de la Fuente
- O.W. van Genderen
- W.A.H. Liefde
- Mr. W. Lim A Po
- A.C. Morgenstond
- E.N. Morman
- Chr.F. Pinas
- R. Pocorni
- I.A.J. Richaards
- F.E. Zwakke
- J.G. Sof

### VHP
- J.H. Adhin

- J. Lachmon
- B. Laigsingh

- L. Mungra
- dr. R.M. Nannan Panday
- D. Sathoe
- H. Shriemisier

### KTPI
- W. Kramaredja
- A.H. Pawiroredjo
- Th.N. Saridjo

- I. Soemita
- R.S. Soemodihardjo

### PSV
- ir. L.H. Guda
- mr. H.A.F. Heidweiller

- mr. C.D. Ooft
- E.L.A. Wijntuin

### SDP
- D.G.A. Findlay
- H.D. Hirasing

### Actiegroep
- mr. P. Chandi Shaw (AG, landelijke lijst Actiefront)
- L.N. Pahladsingh (AG, kieskring Nickerie)

### Actiefront Dihaat
- M.G. Sumter

### NOP
- D. Poetoe

### Mutaties
- Ooft (PSV) werd in 1963 minister en kon dus geen Statenlid blijven waarop hij werd opgevolgd door zijn partijgenoot A.J. Refos (PSV)
- Shriemisier (VHP) werd in 1963 minister en werd opgevolgd door K. Nandoe (VHP)
- Voorzitter De la Fuente (NPS) stapte in januari 1964 op waarna F.A.M. Pinas (NPS) hem opvolgde als Statenlid en Lachmon de nieuwe voorzitter werd
- Adhin (VHP) werd in juni 1964 minister en werd opgevolgd door R. Sardjoe (VHP)
- Liefde (NPS) overleed in 1965 en werd opgevolgd door J.N.V. Gadden (eerst NPS, later onafhankelijk)
- Guda, aanvankelijk PSV maar later onafhankelijk, is in 1966 overleden waarna Ooft (PSV) terugkeerde als Statenlid
- Soemodihardjo (KTPI) volgde Ooft op als minister waarna S. Soedarjo eind 1963 Statenlid werd. Nadat Soemodihardjo midden 1964 was opgestapt als minister keerde hij terug in de Staten van Suriname.

1. ↑   E. Dew, Difficult Flowering of Surinam, p. 132